# Kaap Prince of Wales
Kaap Prince of Wales of Cape Prince of Wales is het meest westelijke punt op het vasteland van Amerikaanse continent. De kaap ligt aan de Beringstraat op het Seward schiereiland in de Amerikaanse staat Alaska.
De kaap wordt gezien als de scheidslijn tussen de pacifische kust, aan de Grote Oceaan, en de arctische kust. Het is tevens de scheidslijn tussen de Beringzee en de Tsjoektsjenzee. De kaap ligt op "slechts" 82 kilometer van Kaap Dezjnjov in Rusland, het meest oostelijke punt van Rusland.

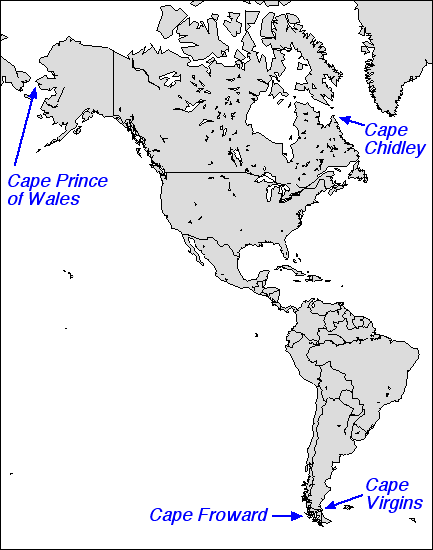
De verschillende kapen op het Amerikaanse continent